# Качаловы
Качаловы — русский дворянский род. 
Опричниками Ивана Грозного (1573) числились: Борис Поздняков, Гаврила и Ратай Фёдоровичи, Елизар и Семейка Неклюдовичи, Иван и Иван Михайловичи, Иван Серово, Истома Андреевич, Клим Леонтьевич, Кузьма Юрьевич, Михаил и Фёдор Александровичи и Семейка Третьяков Качаловы.
Иван Емельянович Качалов за службу и храбрость жалован поместьем (1654), за Фёдором и Юрием Яковлевичами Качаловыми в отказных книгах (1679) писана поместные дачи.
Род внесён в VI и I части родословной книги Калужской и Новгородской губерний (Гербовник, IX, 90) и включает много выдающихся людей России. В XIX веке представители рода проживали в Петербурге, в Великом Новгороде. Одной из ветвей рода принадлежало имение Хвалевское в Новгородской губернии (ныне Вологодская область).

## Описание герба
Щит разделён на 4 части, из коих в 1-й части, в серебряном поле, пушка, поставленная на золотом лафете. Во 2-й части, в голубом поле, выходящая с левой стороны из облаков рука с поднятым мечом (польский герб Малая Погоня). В 3-й части, в красном поле, 5 золотых звезд, 3 вверху и 2 внизу и между ними серебряная луна, рогами обращённая вниз. В 4-й части, в золотом поле, двуглавый чёрный орёл.
Щит увенчан рыцарским шлемом с дворянской на нём короной со страусовыми перьями. Намёт на щите серебряный и красный, подложен голубым и серебром. Щитодержатели: 2 воина, имеющие в руках по одной пике. Герб рода Качаловых внесён в Часть 9 Общего гербовника дворянских родов Всероссийской империи, стр. 90.

## Известные представители рода Качаловых
- Харитон Качалов — послан от псковитян к Ивану III во время новгородского похода (1477—1478)[4].
- Геннадий (Качалов) — один из видных деятелей старообрядческого раскола в Поморском крае.
- Качалов, Александр Иванович (1865—1938) — генерал-майор. Похоронен на русском кладбище в Икселе (Бельгия) вместе с Качаловой Анной Матвеевной (1871—1953).
- Качалов, Дмитрий Дмитриевич — русский морской офицер, участник Белого движения, командовал бронепоездом, умер в эмиграции.
- Качалов, Иван Андреевич (1821—1887) — русский генерал, участник Туркестанских походов.
- Качалов, Николай Александрович (1818—1891) — директор Департамента таможенных сборов Российской империи, губернатор Архангельска в 1869—1870 годах.
  - его сын, Качалов, Павел Николаевич (1851—1897) — старший офицер яхты «Царевна». Женат на княжне Вере Вадбольской.
  - его сын, Качалов, Николай Николаевич (старший) (1852—1909) — директор Электротехнического института, губернатор Архангельска в 1905—1907 годах.
    - Качалов, Николай Николаевич (младший) (1883—1961) — создатель советского оптического стекла, член-корреспондент АН СССР, — сын Н. Н. Качалова-старшего, внук Н. А. Качалова.

  - его сын, Качалов, Владимир Николаевич (1864 - 28 декабря 1941) — камергер Высочайшего Двора, управляющий дворцом Массандра. Строитель и управляющий Ливадийского дворца в Крыму. Строитель главных Массандровских винных подвалов. Умер в Ленинграде во время блокады.
  - Качалов, Николай Львович (1911—1997) — композитор и главный органист Домского собора в Риге (Судьба органиста), внук Н. Н. Качалова-старшего.
  - Другие потомки Н. А. Качалова: Покровский, Никита Евгеньевич, известный социолог, профессор; Куманьков, Антон Евгеньевич (1958—2010), художник-портретист и книжный иллюстратор; Мишель Сюзор, французский скульптор (внук архитектора П. Ю. Сюзора); Ирина Головкина, автор книги «Лебединая песнь. Побежденные», внучка композитора Римского-Корсакова; Максим Качалов, известный радиоведущий; Вера Войцеховская-Качалова, вместе с мужем Юрием Войцеховским восстановила родовую усадьбу Качаловых «Хвалевское».

Потомки рода Качаловых ныне живут в Петербурге, Москве, Риге, Лондоне, Париже, США, Израиле и в других странах.

## Известные носители фамилии Качалов (не являются представителями древнего дворянского рода)
- Василий Иванович Качалов (настоящая фамилия Шверубович) (1875—1948) — известный русский и советский актёр.
- Никита Качалов — один из предполагаемых убийц царевича Димитрия, растерзан толпой.
- Юрий Петрович Качалов (1959—1990) — шахтёр, награждён посмертно орденом «За личное мужество» героически погиб спасая свою бригаду. В его честь названа улица в г. Горловка Донецкая область.[источник не указан 106 дней]